# Bikini (hudební skupina)
Bikini je česká hudební skupina založená v roce 2003. Kapela označuje svůj styl jako Chilli-death punk-pop-folk. Ale hlavně Rock 'n' roll.

## Historie
Bikini založil kytarista, zpěvák a autor písní Mirek Urban v roce 2003, původně jako dvoučlennou formaci hrající anglicky zpívané blues, ve složení kytara plus bicí.
V letech 2004 až 2006 skupina hlavně koncertovala, navázala spolupráci se skupinou Znouzectnost a s jejím baskytaristou Goldou a jeho vydavatelstvím Sisyfos Records vydala roku 2006 první oficiální CD Babylon. Toto album zdokumentovalo první období dvojčlenných Bikin, na textech písniček se podílel právě Golda, který původně anglické texty převedl do češtiny. CD Babylon pokřtil v pražském klubu Futurum frontman skupiny Vypsaná Fixa Márdi. Koncerty pokračovaly ještě v letech 2007–2008, vrcholem bylo vystoupení na Rock for People v Hradci Králové. Duo se na několik let rozpadlo z důvodu poranění ruky kytaristy Mirka Urbana. Skupina nefungovala téměř 10 let, po celou dobu ale Urban připravoval nové písničky, které už nebyly určeny jen pro dva nástroje; proto vznikla[kdy?] skupina se zcela novým zvukem a složením.
Autor hudby i většiny textů skupiny Mirek Urban čerpá inspiraci především v rock 'n' rollu a hudbě 60 let, dále v blues, punku ale i popu a folku, jak sám zmínil[zdroj?] "Líbí se mi když se během jedné písničky proletíme dobou Chucka Berryho, pozastavíme se u Dead Kennedys nebo míjíme diskotéku s hudbou ve stylu Prince nebo Michaela Jacksona." Dále uvedl že pro něj není žádná hudba stará nebo nemoderní, "... ve všech stylech hudby se dá najít inspirace, nemám styl který bych odsuzoval a rád čerpám ze všeho co poslouchám."[zdroj?]
V roce 2015 se BIKINI vrátili ve čtyřčlenné sestavě s novým klávesistou Hynkem a basákem Brouskem.
V největší české soutěži kapel různých žánrů v živém hraní[kde?][ujasnit] se skupina BIKINI v roce 2018 umístila ze 120 přihlášených kapel na třetím místě.[zdroj?]
Dlouho připravované nové album by mělo[ujasnit] vyjít v roce 2020, bude obsahovat 12 písniček.[zdroj?]